# Iglesia de Nuestra Señora del Carmen (La Graciosa)
La iglesia de Nuestra Señora del Carmen es la parroquia del pueblo de la Caleta del Sebo y de la isla de La Graciosa (Islas Canarias, España). La iglesia está dedicada a la Virgen del Carmen, también llamada localmente Virgen del Mar, la cual es la patrona de la Caleta del Sebo y de toda la isla de La Graciosa. La iglesia fue construida en 1945 y en 1993 fue elevada a rango de iglesia parroquial.

## Características
Destaca el altar mayor con elementos de tradición marinera, el retablo mayor es en forma de barca y es el lugar donde se encuentra la imagen de la Virgen del Carmen con el Niño Jesús en brazos y el escapulario. Junto a la Virgen hay una imagen de Jesucristo crucificado y la custodia del Sagrario. En la iglesia hay otras imágenes religiosas como San Felipe (patrono de La Graciosa), la Virgen de Candelaria (patrona de las Islas Canarias) y San Francisco de Asís (esta última de gran calidad artística), entre otras muchas. La iglesia es de una sola nave y en ella destaca también la mesa eucarística que se sustenta en un ancla.

## Fiestas
Las Fiestas del Carmen se celebra en el mes de julio, siendo su día principal el 16 de julio (onomástica de la Virgen). Durante esta jornada, se celebra una eucaristía, una solemne función religiosa y una ofrenda a la Virgen del Carmen. Posteriormente se realiza la procesión marítima de la Virgen y una ofrenda floral por los fallecidos en el mar. Durante las fiestas, la imagen de la Virgen se halla en unas andas procesionales, cuya característica más destacada es que tienen forma de barco. Habitualmente al Niño de la Virgen se le sustituye la corona por el típico sombrero graciosero de forma acampanada.

## Galería fotográfica

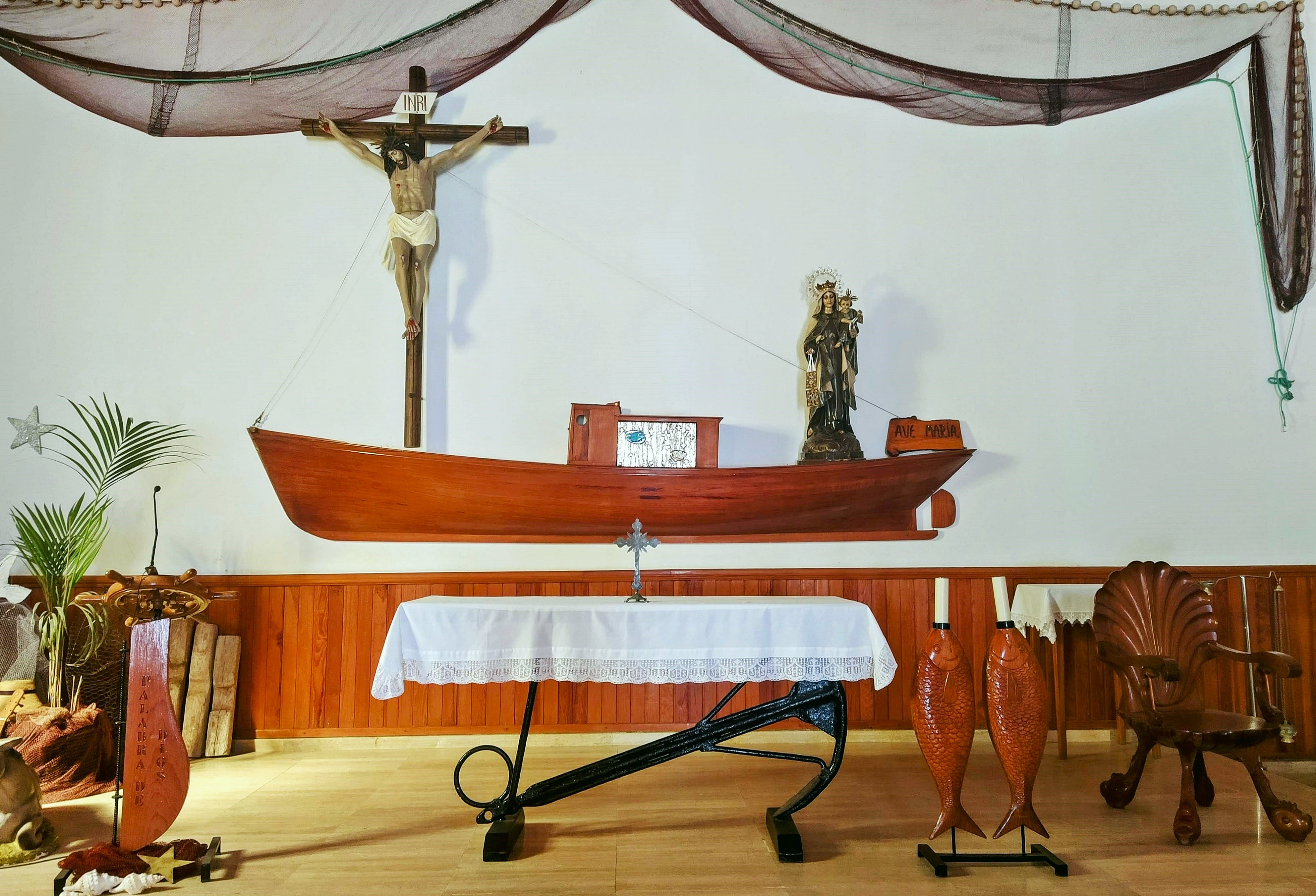
Altar mayor
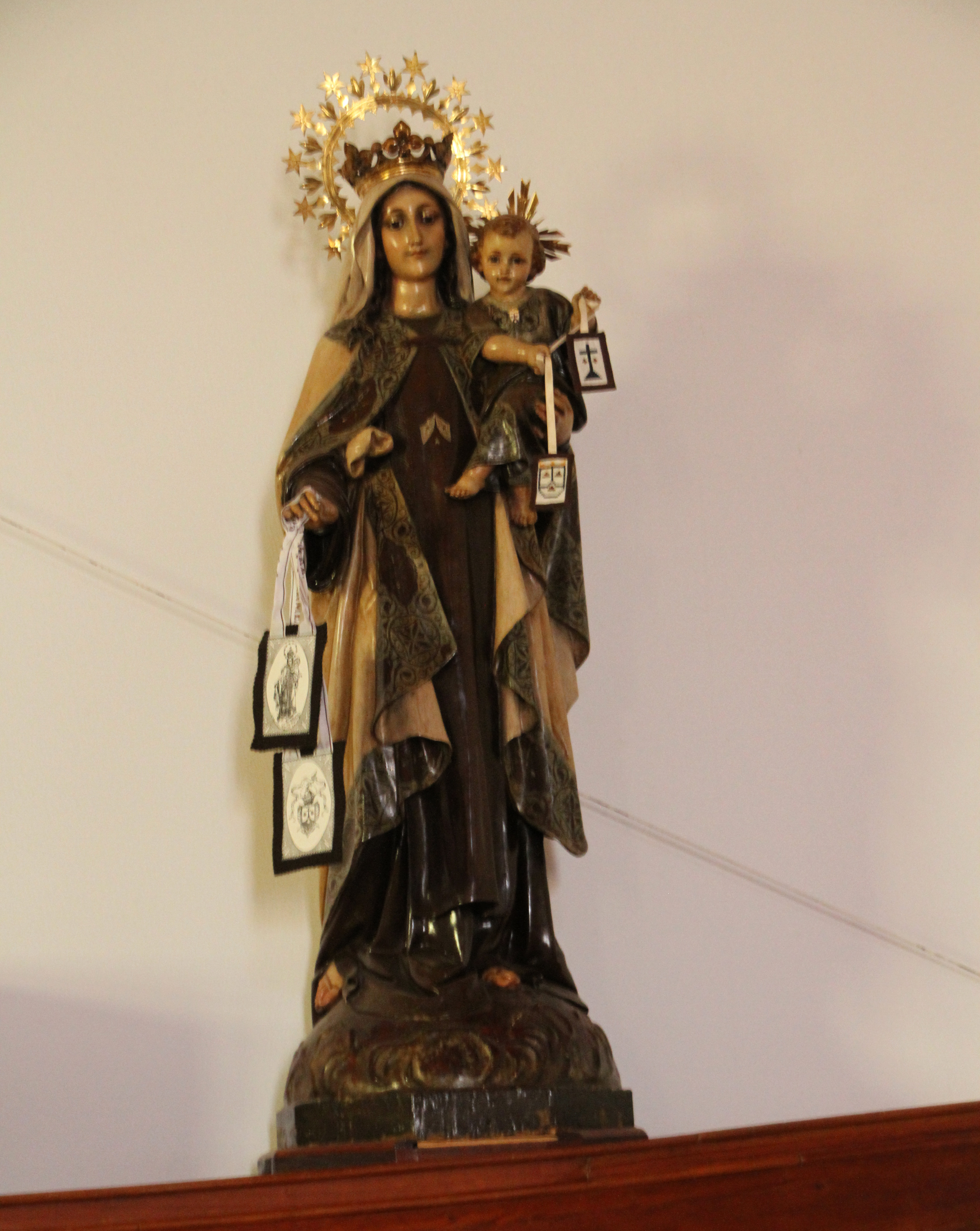
Virgen del Carmen, patrona de La Graciosa
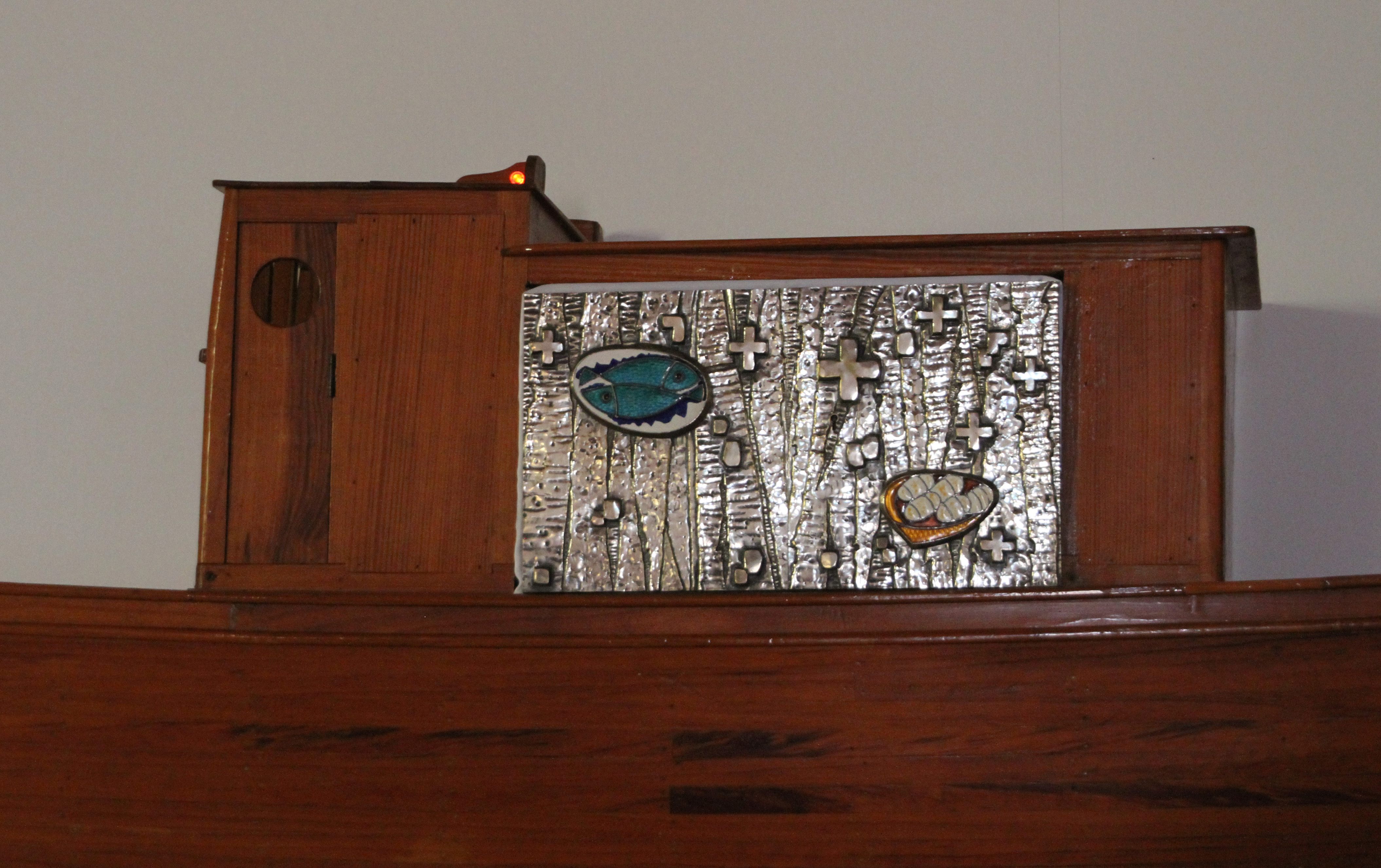
Sagrario